# William Waldorf Astor, 1. Viscount Astor

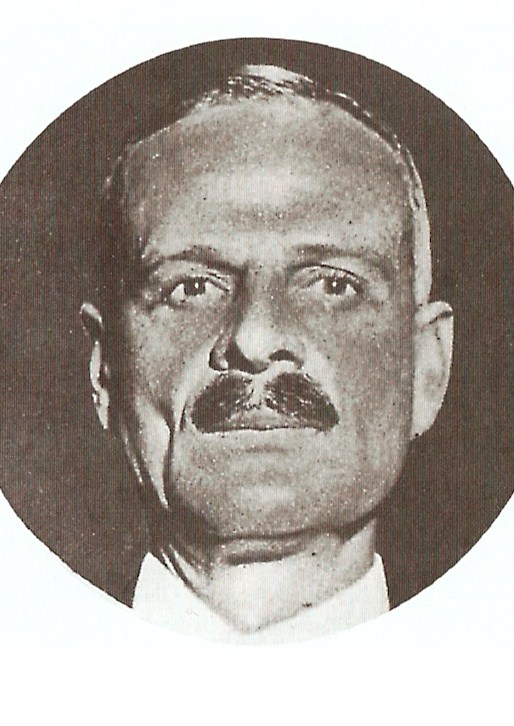
William Waldorf Astor, 1. Viscount Astor

William Waldorf Astor, 1. Viscount Astor (* 31. März 1848 in New York City, Vereinigte Staaten; † 18. Oktober 1919 in Brighton, England) war ein amerikanisch-britischer Finanzier und Politiker. Der Mittelname leitet sich ab von der Stadt Walldorf, dem Ursprung der Astor-Familie.

## Vereinigte Staaten

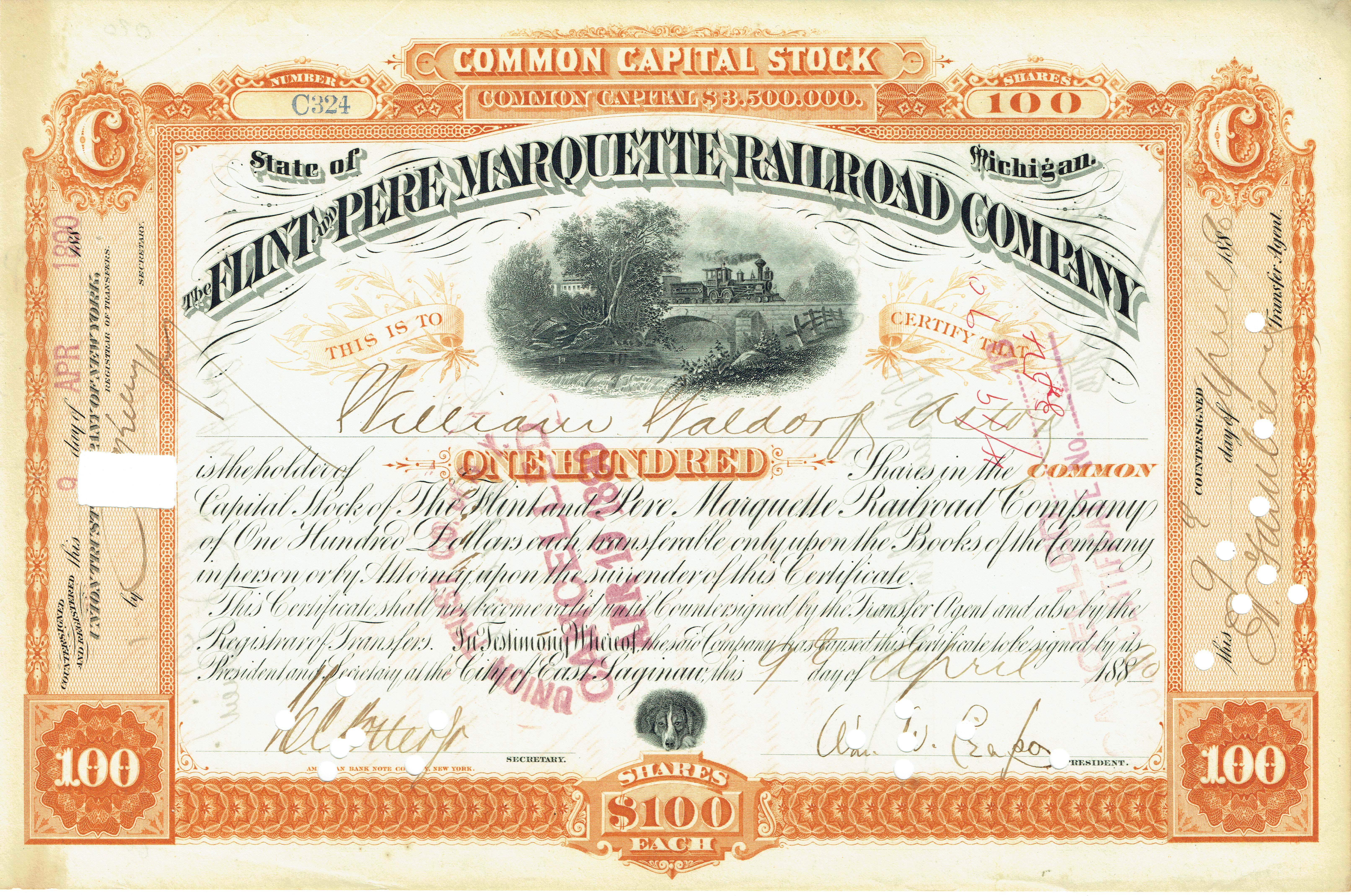
Aktie der Flint and Pere Marquette Railroad Company vom 9. April 1890, ausgestellt auf William Waldorf Astoria

William Waldorf war das einzige Kind von John Jacob Astor III, einem der reichsten Männer der Vereinigten Staaten seiner Zeit. Er wurde in Deutschland (Universität Göttingen) und Italien aufgezogen, später studierte er an der Law School der Columbia University.
Er arbeitete dann als Anwalt und im Management des väterlichen Konzerns. 1878 heiratete er Mary Dahlgren Paul (1858–1894), mit der er fünf Kinder hatte. Nach seiner Heirat wurde er Politiker und saß für die Republikanische Partei nacheinander im Repräsentantenhaus und im Senat des Staates New York. Seine Versuche, in den Kongress der Vereinigten Staaten gewählt zu werden, scheiterten allerdings.
Von 1882 bis 1885 diente er als Botschafter der Vereinigten Staaten in Rom. Während dieser Zeit schrieb er auch seine zwei Bücher. 1890 starb sein Vater und vererbte William Astor sein gesamtes Vermögen, so dass er zu einem der reichsten Männer der Vereinigten Staaten wurde.
Noch im selben Jahr begann er mit der Planung für den Bau eines Hotels anstelle seines bisherigen Wohnhauses mitten in New York. Das am 4. März 1893 fertiggestellte 13-stöckige Waldorf-Hotel Ecke 5th Avenue / 33rd Street schloss sich wenige Jahre später mit dem daneben liegenden, von seinem Cousin John Jacob Astor IV (1864–1912) am 1. November 1897 eingeweihten 16-stöckigen Astoria-Hotel zum Waldorf Astoria zusammen. Beide wurden 1929 abgerissen, um dem Empire State Building (350 Fifth Ave.) Platz zu machen. Bereits 1925 hatten die Astor-Erben beide Hotels für insgesamt 15 Mio. Dollar verkauft. 1931 wurde das neue Waldorf Astoria (301 Park Ave.) errichtet.

## Vereinigtes Königreich
Nach dem Tod seines Vaters 1890 und nach heftigen Streitigkeiten mit seiner Tante Caroline Schermerhorn Astor wanderte William Astor im September 1890 mit seiner Familie ins Vereinigte Königreich aus. 1899 wurde er dort eingebürgert.
Astor war ein schüchterner, strenger und nach Aussagen seiner Zeitgenossen wenig liebenswürdiger Mensch. Er verachtete sein Heimatland und veröffentlichte seine Ansichten auch in seinen Zeitungen. Im Gegenzug wurde er von der New Yorker Presse verspottet.
Er mietete zunächst Lansdowne House in London, bevor er 1893 den großen Landsitz Cliveden bei Taplow von Hugh Lupus Grosvenor, 1. Duke of Westminster, kaufte. 1903 kaufte Astor schließlich Hever Castle, in dessen Restaurierung er viel Geld und Zeit investierte. Er baute die gesamte Balustrade aus der Villa Borghese ein. Hier hatte er Platz für seine Gemäldesammlung und Kunstgegenstände.
Cliveden schenkte er 1906 seinem Sohn Waldorf Astor (1879–1952) anlässlich seiner Hochzeit mit Nancy Langhorne (1879–1964), der ersten Frau im Britischen Parlament (1919–1945). Astors jüngster Sohn, John Jacob Astor V. (1886–1971), der 1956 als Baron Astor of Hever geadelt wurde, erhielt Hever Castle anlässlich seiner Hochzeit 1916 mit Lady Violet Mary Elliot-Murray-Kynynmound.
Astor engagierte sich in der Vollblutzucht, seine Pferde gewannen eine Reihe von großen Rennen im Vereinigten Königreich. Weiter hatte er literarische Interessen; er schrieb für den The North American Review und veröffentlichte er zwei Romane und verschiedene Kurzgeschichten. 1893 wurde er Besitzer der Pall Mall Gazette und des Pall Mall Magazine, und später auch des Observer.
Er nutzte seinen großen Reichtum in erheblichem Umfang für wohltätige Zwecke, insbesondere während des Ersten Weltkrieges. So wurde auf dem Gelände von Cliveden ein Krankenhaus des Kanadischen Roten Kreuzes errichtet.

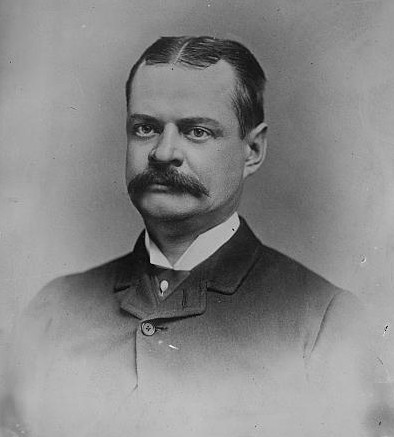
William Waldorf Astor, 1914

Aus diesem Grund wurde Astor 1916 als Baron Astor of Hever Castle in den erblichen Adelsstand aufgenommen und ein Jahr später zum Viscount Astor of Hever Castle erhoben. Er starb 1919 in Brighton; die Titel gingen auf seinen ältesten Sohn Waldorf Astor über.

## Familie
Kinder von William Waldorf Astor, 1st Viscount Astor und Mary Dahlgren Paul:
- Waldorf Astor, 2nd Viscount Astor * 19. Mai 1879, † 30. Sept. 1952 ⚭ 1906 Nancy Langhorne (1879–1964)
- Hon. Pauline Astor * 1880, † 5. Mai 1972
- John Rudolf Astor * 1881
- Lt.-Col. John Jacob Astor V., 1st Baron Astor of Hever, * 20. Mai 1886, † 19. Juli 1971 ⚭ 1916 Violet Mary Elliot-Murray-Kynynmound
- Gwendolyn Enid Astor * 1889, † 1902

## Werke
- Valentino: an historical romance of the sixteenth century in Italy. Charles Scribner’s sons, New York 1885 (archive.org).
- Sforza, a story of Milan. Charles Scribner’s sons, New York 1889 (archive.org).
- Pharoah’s Daughter. 1890.
- John Jacob Astor. Signed: William Waldorf Astor. In: The Pall Mall Magazine. 1899 (archive.org).